# Чемпионат России по бадминтону
Чемпионат России по бадминтону — ежегодный турнир, проводимый Национальной федерацией бадминтона России с целью выявления сильнейших спортсменов страны.
Соревнования проводятся в пяти олимпийских категориях — мужской и женской одиночных, мужской и женской парных, смешанной парной.
Проводится также командный чемпионат России — Чемпионат России среди сборных команд территорий РФ.
Среди юниоров проводятся три официальных первенства России: среди молодёжи до 21 года, до 19 лет и до 17 лет.

## Результаты
1992—2005
| Год  | Мужская одиночная   | Женская одиночная  | Мужская парная                          | Женская парная                      | Микст                               |
| ---- | ------------------- | ------------------ | --------------------------------------- | ----------------------------------- | ----------------------------------- |
| 1992 | Андрей Антропов     | Наталья Иванова    | Вячеслав Елизаров Сергей Мельников      | Наталья Иванова Юлия Мартыненко     | Андрей Антропов Ольга Чернышова     |
| 1993 | Андрей Антропов     | Марина Якушева     | Андрей Антропов Николай Зуев            | Наталья Иванова Юлия Мартыненко     | Николай Зуев Марина Якушева         |
| 1994 | Алексей Сидоров     | Марина Андриевская | Николай Зуев Евгений Назаренко          | Марина Андриевская Елена Рыбкина    | Николай Зуев Марина Андриевская     |
| 1995 | Владислав Тихомиров | Елена Рыбкина      | Николай Зуев Павел Уваров               | Марина Якушева Светлана Алферова    | Сергей Мельников Марина Якушева     |
| 1996 | Андрей Антропов     | Марина Якушева     | Андрей Антропов Николай Зуев            | Марина Якушева Надежда Червякова    | Сергей Мельников Светлана Алферова  |
| 1997 | Павел Уваров        | Элла Карачкова     | Андрей Антропов Николай Зуев            | Наталья Городничева Елена Сухарева  | Сергей Мельников Светлана Алферова  |
| 1998 | Станислав Пухов     | Елена Сухарева     | Андрей Антропов Николай Зуев            | Наталья Городничева Ирина Якушева   | Вадим Ицков Елена Сухарева          |
| 1999 | Павел Уваров        | Элла Карачкова     | Павел Уваров Вячеслав Воробьёв          | Надежда Червякова Наталья Дьячкова  | Павел Уваров Элла Карачкова         |
| 2000 | Павел Уваров        | Марина Якушев      | Александр Николаенко Николай Николаенко | Юлия Мартыненко Ирина Руслякова     | Артур Хачатурян Марина Якушева      |
| 2001 | Станислав Пухов     | Элла Карачкова     | Станислав Пухов Андрей Жолобов          | Анастасия Русских Элла Карачкова    | Александр Русских Анастасия Русских |
| 2002 | Егор Изотов         | Елена Сухарева     | Александр Николаенко Николай Николаенко | Анастасия Русских Екатерина Ананина | Николай Зуев Марина Якушева         |
| 2003 | Станислав Пухов     | Элла Карачкова     | Станислав Пухов Николай Зуев            | Наталья Городничева Елена Сухарева  | Николай Зуев Марина Якушева         |
| 2004 | Евгений Исаков      | Элла Карачкова     | Александр Николаенко Виталий Дуркин     | Елена Шимко Марина Якушева          | Николай Зуев Марина Якушева         |
| 2005 | Станислав Пухов     | Элла Карачкова     | Александр Николаенко Виталий Дуркин     | Анастасия Русских Элла Карачкова    | Николай Зуев Марина Якушева         |

2006
| Категория         | Золото                              | Серебро                             | Бронза                                |
| ----------------- | ----------------------------------- | ----------------------------------- | ------------------------------------- |
| Мужская одиночная | Сергей Ивлев                        | Владимир Иванов                     | Станислав Пухов                       |
| Женская одиночная | Элла Карачкова                      | Нина Вислова                        | Елена Шимко                           |
| Мужская парная    | Александр Николаенко Виталий Дуркин | Виктор Малютин Николай Укк          | Андрей Жолобов Георгий Изотов         |
| Женская парная    | Нина Вислова Валерия Сорокина       | Екатерина Ананина Анастасия Русских | Элла Карачкова Марина Якушева         |
| Микст             | Станислав Пухов Марина Якушева      | Виталий Дуркин Анастасия Русских    | Александр Николаенко Валерия Сорокина |

2007
| Категория         | Золото                              | Серебро                             | Бронза                         |
| ----------------- | ----------------------------------- | ----------------------------------- | ------------------------------ |
| Мужская одиночная | Станислав Пухов                     | Сергей Ивлев                        | Владимир Иванов                |
| Женская одиночная | Элла Карачкова                      | Татьяна Бибик                       | Евгения Димова                 |
| Мужская парная    | Александр Николаенко Виталий Дуркин | Алексей Васильев Евгений Дрёмин     | Виктор Малютин Николай Укк     |
| Женская парная    | Нина Вислова Валерия Сорокина       | Екатерина Ананина Анастасия Русских | Элла Карачкова Ирина Руслякова |
| Микст             | Александр Николаенко Нина Вислова   | Виталий Дуркин Валерия Сорокина     | Евгений Дрёмин Евгения Димова  |

2008
| Категория         | Золото                            | Серебро                             | Бронза                           |
| ----------------- | --------------------------------- | ----------------------------------- | -------------------------------- |
| Мужская одиночная | Владимир Иванов                   | Станислав Пухов                     | Николай Николаенко               |
| Мужская одиночная | Владимир Иванов                   | Станислав Пухов                     | Сергей Лунёв                     |
| Женская одиночная | Элла Диль                         | Ольга Голованова                    | Евгения Димова                   |
| Женская одиночная | Элла Диль                         | Ольга Голованова                    | Анастасия Прокопенко             |
| Мужская парная    | Алексей Васильев Евгений Дрёмин   | Александр Николаенко Виталий Дуркин | Сергей Лунёв Станислав Пухов     |
| Мужская парная    | Алексей Васильев Евгений Дрёмин   | Александр Николаенко Виталий Дуркин | Андрей Ашмарин Антон Назаренко   |
| Женская парная    | Нина Вислова Валерия Сорокина     | Екатерина Ананина Анастасия Русских | Евгения Димова Ирина Руслякова   |
| Женская парная    | Нина Вислова Валерия Сорокина     | Екатерина Ананина Анастасия Русских | Татьяна Бибик Елена Шимко        |
| Микст             | Александр Николаенко Нина Вислова | Евгений Дрёмин Анастасия Русских    | Виталий Дуркин Валерия Сорокина  |
| Микст             | Александр Николаенко Нина Вислова | Евгений Дрёмин Анастасия Русских    | Алексей Васильев Ирина Руслякова |

2009
| Категория         | Золото                              | Серебро                               | Бронза                                |
| ----------------- | ----------------------------------- | ------------------------------------- | ------------------------------------- |
| Мужская одиночная | Владимир Мальков                    | Владимир Иванов                       | Николай Николаенко                    |
| Мужская одиночная | Владимир Мальков                    | Владимир Иванов                       | Иван Созонов                          |
| Женская одиночная | Элла Диль                           | Екатерина Ананина                     | Ольга Голованова                      |
| Женская одиночная | Элла Диль                           | Екатерина Ананина                     | Анастасия Прокопенко                  |
| Мужская парная    | Александр Николаенко Виталий Дуркин | Алексей Васильев Евгений Дрёмин       | Владимир Иванов Иван Созонов          |
| Мужская парная    | Александр Николаенко Виталий Дуркин | Алексей Васильев Евгений Дрёмин       | Владимир Мальков Николай Николаенко   |
| Женская парная    | Екатерина Ананина Анастасия Русских | Нина Вислова Валерия Сорокина         | Евгения Димова Ирина Руслякова        |
| Женская парная    | Екатерина Ананина Анастасия Русских | Нина Вислова Валерия Сорокина         | Ольга Голованова Анастасия Прокопенко |
| Микст             | Евгений Дрёмин Анастасия Русских    | Александр Николаенко Валерия Сорокина | Виталий Дуркин Нина Вислова           |
| Микст             | Евгений Дрёмин Анастасия Русских    | Александр Николаенко Валерия Сорокина | Иван Созонов Анастасия Прокопенко     |

2010
| Категория         | Золото                                | Серебро                        | Бронза                              |
| ----------------- | ------------------------------------- | ------------------------------ | ----------------------------------- |
| Мужская одиночная | Станислав Пухов                       | Иван Созонов                   | Владимир Иванов                     |
| Мужская одиночная | Станислав Пухов                       | Иван Созонов                   | Николай Укк                         |
| Женская одиночная | Элла Диль                             | Татьяна Бибик                  | Наталья Перминова                   |
| Женская одиночная | Элла Диль                             | Татьяна Бибик                  | Ксения Поликарпова                  |
| Мужская парная    | Александр Николаенко Виталий Дуркин   | Владимир Иванов Иван Созонов   | Михаил Кель Виктор Малютин          |
| Мужская парная    | Александр Николаенко Виталий Дуркин   | Владимир Иванов Иван Созонов   | Андрей Ашмарин Андрей Иванов        |
| Женская парная    | Нина Вислова Валерия Сорокина         | Ольга Голованова Татьяна Бибик | Ксения Поликарпова Ирина Хлебко     |
| Женская парная    | Нина Вислова Валерия Сорокина         | Ольга Голованова Татьяна Бибик | Елена Комендровская Дарья Зыкова    |
| Микст             | Александр Николаенко Валерия Сорокина | Виталий Дуркин Нина Вислова    | Евгений Дрёмин Ксения Поликарпова   |
| Микст             | Александр Николаенко Валерия Сорокина | Виталий Дуркин Нина Вислова    | Андрей Ашмарин Анастасия Прокопенко |

2011
| Категория         | Золото                                | Серебро                        | Бронза                                  |
| ----------------- | ------------------------------------- | ------------------------------ | --------------------------------------- |
| Мужская одиночная | Владимир Иванов                       | Иван Созонов                   | Владимир Мальков                        |
| Мужская одиночная | Владимир Иванов                       | Иван Созонов                   | Станислав Пухов                         |
| Женская одиночная | Элла Диль                             | Евгения Димова                 | Анастасия Прокопенко                    |
| Женская одиночная | Элла Диль                             | Евгения Димова                 | Татьяна Бибик                           |
| Мужская парная    | Андрей Ашмарин Николай Укк            | Владимир Иванов Иван Созонов   | Сергей Лунёв Николай Николаенко         |
| Мужская парная    | Андрей Ашмарин Николай Укк            | Владимир Иванов Иван Созонов   | Виталий Дуркин Александр Николаенко     |
| Женская парная    | Нина Вислова Валерия Сорокина         | Анастасия Русских Ирина Хлебко | Татьяна Бибик Ольга Голованова          |
| Женская парная    | Нина Вислова Валерия Сорокина         | Анастасия Русских Ирина Хлебко | Мария Коробейникова Анастасия Червякова |
| Микст             | Александр Николаенко Валерия Сорокина | Виталий Дуркин Нина Вислова    | Евгений Дрёмин Анастасия Русских        |
| Микст             | Александр Николаенко Валерия Сорокина | Виталий Дуркин Нина Вислова    | Сергей Лунёв Евгения Димова             |

2012
| Категория         | Золото                                | Серебро                        | Бронза                                  |
| ----------------- | ------------------------------------- | ------------------------------ | --------------------------------------- |
| Мужская одиночная | Владимир Иванов                       | Иван Созонов                   | Никита Хакимов                          |
| Мужская одиночная | Владимир Иванов                       | Иван Созонов                   | Станислав Пухов                         |
| Женская одиночная | Ольга Голованова                      | Евгения Димова                 | Наталья Перминова                       |
| Женская одиночная | Ольга Голованова                      | Евгения Димова                 | Виктория Слободянюк                     |
| Мужская парная    | Евгений Дрёмин Сергей Лунёв           | Владимир Иванов Иван Созонов   | Андрей Ашмарин Андрей Иванов            |
| Мужская парная    | Евгений Дрёмин Сергей Лунёв           | Владимир Иванов Иван Созонов   | Виталий Дуркин Александр Николаенко     |
| Женская парная    | Нина Вислова Валерия Сорокина         | Татьяна Бибик Ольга Голованова | Анастасия Панюшкина Анастасия Червякова |
| Женская парная    | Нина Вислова Валерия Сорокина         | Татьяна Бибик Ольга Голованова | Ромина Габдуллина Ксения Поликарпова    |
| Микст             | Александр Николаенко Валерия Сорокина | Виталий Дуркин Нина Вислова    | Андрей Ашмарин Анастасия Панюшкина      |
| Микст             | Александр Николаенко Валерия Сорокина | Виталий Дуркин Нина Вислова    | Сергей Лунёв Евгения Димова             |

2013
| Категория         | Золото                           | Серебро                           | Бронза                             |
| ----------------- | -------------------------------- | --------------------------------- | ---------------------------------- |
| Мужская одиночная | Владимир Мальков                 | Никита Хакимов                    | Антон Иванов                       |
| Мужская одиночная | Владимир Мальков                 | Никита Хакимов                    | Вадим Ицков                        |
| Женская одиночная | Элла Диль                        | Ксения Поликарпова                | Елена Комендровская                |
| Женская одиночная | Элла Диль                        | Ксения Поликарпова                | Ромина Габдуллина                  |
| Мужская парная    | Владимир Иванов Иван Созонов     | Андрей Ашмарин Виталий Дуркин     | Николай Николаенко Николай Укк     |
| Мужская парная    | Владимир Иванов Иван Созонов     | Андрей Ашмарин Виталий Дуркин     | Евгений Дрёмин Сергей Лунёв        |
| Женская парная    | Нина Вислова Валерия Сорокина    | Татьяна Бибик Анастасия Червякова | Елена Комендровская Мария Шегурова |
| Женская парная    | Нина Вислова Валерия Сорокина    | Татьяна Бибик Анастасия Червякова | Ромина Габдуллина Ольга Голованова |
| Микст             | Владимир Иванов Валерия Сорокина | Сергей Лунёв Евгения Димова       | Евгений Дрёмин Анастасия Червякова |
| Микст             | Владимир Иванов Валерия Сорокина | Сергей Лунёв Евгения Димова       | Виталий Дуркин Нина Вислова        |

2014
| Категория         | Золото                           | Серебро                                 | Бронза                                |
| ----------------- | -------------------------------- | --------------------------------------- | ------------------------------------- |
| Мужская одиночная | Владимир Мальков                 | Антон Иванов                            | Анатолий Ярцев                        |
| Мужская одиночная | Владимир Мальков                 | Антон Иванов                            | Денис Грачёв                          |
| Женская одиночная | Ксения Поликарпова               | Евгения Косецкая                        | Элла Диль                             |
| Женская одиночная | Ксения Поликарпова               | Евгения Косецкая                        | Ольга Голованова                      |
| Мужская парная    | Владимир Иванов Иван Созонов     | Александр Николаенко Николай Николаенко | Константин Абрамов Александр Зинченко |
| Мужская парная    | Владимир Иванов Иван Созонов     | Александр Николаенко Николай Николаенко | Евгений Дрёмин Сергей Лунёв           |
| Женская парная    | Нина Вислова Анастасия Червякова | Екатерина Болотова Евгения Косецкая     | Елена Комендровская Ирина Хлебко      |
| Женская парная    | Нина Вислова Анастасия Червякова | Екатерина Болотова Евгения Косецкая     | Виктория Воробьёва Ольга Голованова   |
| Микст             | Виталий Дуркин Нина Вислова      | Евгений Дрёмин Евгения Димова           | Родион Каргаев Екатерина Болотова     |
| Микст             | Виталий Дуркин Нина Вислова      | Евгений Дрёмин Евгения Димова           | Анатолий Ярцев Евгения Косецкая       |

2015
| Категория         | Золото                              | Серебро                               | Бронза                            |
| ----------------- | ----------------------------------- | ------------------------------------- | --------------------------------- |
| Мужская одиночная | Владимир Мальков                    | Анатолий Ярцев                        | Сергей Сирант                     |
| Мужская одиночная | Владимир Мальков                    | Анатолий Ярцев                        | Денис Грачёв                      |
| Женская одиночная | Евгения Косецкая                    | Ксения Поликарпова                    | Елена Комендровская               |
| Женская одиночная | Евгения Косецкая                    | Ксения Поликарпова                    | Наталья Перминова                 |
| Мужская парная    | Андрей Ашмарин Александр Николаенко | Константин Абрамов Александр Зинченко | Денис Грачёв Евгений Дрёмин       |
| Мужская парная    | Андрей Ашмарин Александр Николаенко | Константин Абрамов Александр Зинченко | Родион Каргаев Анатолий Ярцев     |
| Женская парная    | Ольга Морозова Анастасия Червякова  | Татьяна Бибик Елена Комендровская     | Ксения Поликарпова Ирина Хлебко   |
| Женская парная    | Ольга Морозова Анастасия Червякова  | Татьяна Бибик Елена Комендровская     | Екатерина Кут Дарья Серебрякова   |
| Микст             | Евгений Дрёмин Евгения Димова       | Анатолий Ярцев Евгения Косецкая       | Николай Укк Ирина Хлебко          |
| Микст             | Евгений Дрёмин Евгения Димова       | Анатолий Ярцев Евгения Косецкая       | Родион Каргаев Екатерина Болотова |

2016
| Категория         | Золото                                | Серебро                              | Бронза                             |
| ----------------- | ------------------------------------- | ------------------------------------ | ---------------------------------- |
| Мужская одиночная | Владимир Мальков                      | Анатолий Ярцев                       | Георгий Карпов                     |
| Мужская одиночная | Владимир Мальков                      | Анатолий Ярцев                       | Сергей Сирант                      |
| Женская одиночная | Евгения Косецкая                      | Наталья Перминова                    | Елена Комендровская                |
| Женская одиночная | Евгения Косецкая                      | Наталья Перминова                    | Ксения Поликарпова                 |
| Мужская парная    | Константин Абрамов Александр Зинченко | Никита Хакимов Анатолий Ярцев        | Денис Грачёв Евгений Дрёмин        |
| Мужская парная    | Константин Абрамов Александр Зинченко | Никита Хакимов Анатолий Ярцев        | Родион Алимов Павел Коцаренко      |
| Женская парная    | Ольга Морозова Анастасия Червякова    | Нина Вислова Евгения Димова          | Ольга Архангельская Наталья Рогова |
| Женская парная    | Ольга Морозова Анастасия Червякова    | Нина Вислова Евгения Димова          | Ксения Поликарпова Ирина Хлебко    |
| Микст             | Евгений Дрёмин Евгения Димова         | Андрей Параходин Анастасия Червякова | Александр Зинченко Ольга Морозова  |
| Микст             | Евгений Дрёмин Евгения Димова         | Андрей Параходин Анастасия Червякова | Виталий Дуркин Нина Вислова        |

2017
| Категория         | Золото                             | Серебро                               | Бронза                            |
| ----------------- | ---------------------------------- | ------------------------------------- | --------------------------------- |
| Мужская одиночная | Сергей Сирант                      | Владимир Мальков                      | Анатолий Ярцев                    |
| Мужская одиночная | Сергей Сирант                      | Владимир Мальков                      | Шохзод Гуломзода                  |
| Женская одиночная | Евгения Косецкая                   | Наталья Перминова                     | Елена Комендровская               |
| Женская одиночная | Евгения Косецкая                   | Наталья Перминова                     | Ольга Архангельская               |
| Мужская парная    | Владимир Иванов Иван Созонов       | Константин Абрамов Александр Зинченко | Андрей Параходин Никита Хакимов   |
| Мужская парная    | Владимир Иванов Иван Созонов       | Константин Абрамов Александр Зинченко | Андрей Ашмарин Антон Назаренко    |
| Женская парная    | Екатерина Болотова Алина Давлетова | Ольга Архангельская Наталья Рогова    | Елена Комендровская Ирина Хлебко  |
| Женская парная    | Екатерина Болотова Алина Давлетова | Ольга Архангельская Наталья Рогова    | Ксения Евгенова Мария Шегурова    |
| Микст             | Иван Созонов Евгения Косецкая      | Родион Алимов Алина Давлетова         | Родион Каргаев Виктория Воробьёва |
| Микст             | Иван Созонов Евгения Косецкая      | Родион Алимов Алина Давлетова         | Евгений Дрёмин Евгения Димова     |

2018
| Категория         | Золото                        | Серебро                               | Бронза                                  |
| ----------------- | ----------------------------- | ------------------------------------- | --------------------------------------- |
| Мужская одиночная | Сергей Сирант                 | Георгий Карпов                        | Владимир Мальков                        |
| Мужская одиночная | Сергей Сирант                 | Георгий Карпов                        | Станислав Пухов                         |
| Женская одиночная | Евгения Косецкая              | Анастасия Семёнова                    | Наталья Перминова                       |
| Женская одиночная | Евгения Косецкая              | Анастасия Семёнова                    | Елена Комендровская                     |
| Мужская парная    | Виталий Дуркин Николай Укк    | Константин Абрамов Александр Зинченко | Денис Грачёв Павел Коцаренко            |
| Мужская парная    | Виталий Дуркин Николай Укк    | Константин Абрамов Александр Зинченко | Андрей Параходин Никита Хакимов         |
| Женская парная    | Евгения Косецкая Ирина Хлебко | Виктория Воробьёва Ольга Морозова     | Елена Комендровская Мария Шегурова      |
| Женская парная    | Евгения Косецкая Ирина Хлебко | Виктория Воробьёва Ольга Морозова     | Анастасия Семёнова Анастасия Шаповалова |
| Микст             | Родион Алимов Алина Давлетова | Евгений Дрёмин Евгения Димова         | Виталий Дуркин Анастасия Шаповалова     |
| Микст             | Родион Алимов Алина Давлетова | Евгений Дрёмин Евгения Димова         | Денис Грачёв Екатерина Болотова         |

2019
| Категория         | Золото                            | Серебро                         | Бронза                             |
| ----------------- | --------------------------------- | ------------------------------- | ---------------------------------- |
| Мужская одиночная | Владимир Мальков                  | Сергей Сирант                   | Георгий Карпов                     |
| Мужская одиночная | Владимир Мальков                  | Сергей Сирант                   | Амир Хамидуллин                    |
| Женская одиночная | Евгения Косецкая                  | Анастасия Шаповалова            | Анастасия Семёнова                 |
| Женская одиночная | Евгения Косецкая                  | Анастасия Шаповалова            | Наталья Перминова                  |
| Мужская парная    | Александр Зинченко Никита Хакимов | Виталий Дуркин Николай Укк      | Константин Абрамов Антон Иванов    |
| Мужская парная    | Александр Зинченко Никита Хакимов | Виталий Дуркин Николай Укк      | Андрей Параходин Станислав Пухов   |
| Женская парная    | Анастасия Акчурина Ольга Морозова | Нина Вислова Виктория Воробьёва | Екатерина Болотова Алина Давлетова |
| Женская парная    | Анастасия Акчурина Ольга Морозова | Нина Вислова Виктория Воробьёва | Ольга Иващенко Анастасия Редькина  |
| Микст             | Родион Алимов Алина Давлетова     | Евгений Дрёмин Евгения Димова   | Никита Хакимов Виктория Воробьёва  |
| Микст             | Родион Алимов Алина Давлетова     | Евгений Дрёмин Евгения Димова   | Виталий Дуркин Нина Вислова        |

2020
| Категория         | Золото                            | Серебро                          | Бронза                                |
| ----------------- | --------------------------------- | -------------------------------- | ------------------------------------- |
| Мужская одиночная | Владимир Мальков                  | Сергей Сирант                    | Егор Курдюков                         |
| Мужская одиночная | Владимир Мальков                  | Сергей Сирант                    | Георгий Карпов                        |
| Женская одиночная | Евгения Косецкая                  | Анастасия Семёнова               | Елена Комендровская                   |
| Женская одиночная | Евгения Косецкая                  | Анастасия Семёнова               | Алина Бусыгина                        |
| Мужская парная    | Александр Зинченко Никита Хакимов | Владимир Иванов Иван Созонов     | Родион Каргаев Павел Коцаренко        |
| Мужская парная    | Александр Зинченко Никита Хакимов | Владимир Иванов Иван Созонов     | Георгий Лебедев Егор Холкин           |
| Женская парная    | Анастасия Акчурина Ольга Морозова | Алина Давлетова Евгения Косецкая | Виктория Козырева Мария Сухова        |
| Женская парная    | Анастасия Акчурина Ольга Морозова | Алина Давлетова Евгения Косецкая | Нина Вислова Виктория Воробьёва       |
| Микст             | Родион Алимов Алина Давлетова     | Евгений Дрёмин Евгения Димова    | Виталий Дуркин Нина Вислова           |
| Микст             | Родион Алимов Алина Давлетова     | Евгений Дрёмин Евгения Димова    | Константин Абрамов Анастасия Акчурина |

2021
| Категория         | Золото                              | Серебро                              | Бронза                            |
| ----------------- | ----------------------------------- | ------------------------------------ | --------------------------------- |
| Мужская одиночная | Владимир Мальков                    | Сергей Сирант                        | Даниил Дубовенко                  |
| Мужская одиночная | Владимир Мальков                    | Сергей Сирант                        | Георгий Карпов                    |
| Женская одиночная | Евгения Косецкая                    | Виктория Слободянюк                  | Александра Чушкина                |
| Женская одиночная | Евгения Косецкая                    | Виктория Слободянюк                  | Анастасия Редькина                |
| Мужская парная    | Константин Абрамов Родион Алимов    | Александр Зинченко Егор Холкин       | Александр Гурьянов Виктор Коханов |
| Мужская парная    | Константин Абрамов Родион Алимов    | Александр Зинченко Егор Холкин       | Пётр Боровиков Евгений Чертилин   |
| Женская парная    | Анастасия Акчурина Евгения Косецкая | Анастасия Боярун Алёна Яковлева      | Нина Вислова Виктория Воробьёва   |
| Женская парная    | Анастасия Акчурина Евгения Косецкая | Анастасия Боярун Алёна Яковлева      | Виктория Козырева Мария Сухова    |
| Микст             | Родион Алимов Алина Давлетова       | Александр Зинченко Виктория Козырева | Виталий Дуркин Нина Вислова       |
| Микст             | Родион Алимов Алина Давлетова       | Александр Зинченко Виктория Козырева | Егор Борисов Мария Голубева       |

2022
| Категория         | Золото                           | Серебро                           | Бронза                               |
| ----------------- | -------------------------------- | --------------------------------- | ------------------------------------ |
| Мужская одиночная | Владимир Мальков                 | Сергей Сирант                     | Даниил Дубовенко                     |
| Мужская одиночная | Владимир Мальков                 | Сергей Сирант                     | Георгий Карпов                       |
| Женская одиночная | Евгения Косецкая                 | Елена Комендровская               | Анастасия Алимова                    |
| Женская одиночная | Евгения Косецкая                 | Елена Комендровская               | Мария Голубева                       |
| Мужская парная    | Владимир Иванов Иван Созонов     | Александр Зинченко Никита Хакимов | Константин Абрамов Родион Алимов     |
| Мужская парная    | Владимир Иванов Иван Созонов     | Александр Зинченко Никита Хакимов | Даниил Дубовенко Максим Оглоблин     |
| Женская парная    | Алина Давлетова Евгения Косецкая | Виктория Козырева Мария Сухова    | Анастасия Акчурина Ольга Морозова    |
| Женская парная    | Алина Давлетова Евгения Косецкая | Виктория Козырева Мария Сухова    | Анастасия Алимова Екатерина Малькова |
| Микст             | Родион Алимов Алина Давлетова    | Егор Борисов Екатерина Малькова   | Дмитрий Клименко Анастасия Боярун    |
| Микст             | Родион Алимов Алина Давлетова    | Егор Борисов Екатерина Малькова   | Иван Созонов Ольга Морозова          |

2023
| Категория         | Золото                             | Серебро                             | Бронза                             |
| ----------------- | ---------------------------------- | ----------------------------------- | ---------------------------------- |
| Мужская одиночная | Сергей Сирант                      | Артур Печёнкин                      | Георгий Карпов                     |
| Мужская одиночная | Сергей Сирант                      | Артур Печёнкин                      | Владислав Добычкин                 |
| Женская одиночная | Евгения Косецкая                   | Мария Голубева                      | Алина Бусыгина                     |
| Женская одиночная | Евгения Косецкая                   | Мария Голубева                      | Елена Комендровская                |
| Мужская парная    | Владимир Иванов Иван Созонов       | Константин Абрамов Родион Алимов    | Егор Борисов Георгий Лебедев       |
| Мужская парная    | Владимир Иванов Иван Созонов       | Константин Абрамов Родион Алимов    | Александр Зинченко Никита Хакимов  |
| Женская парная    | Алина Давлетова Екатерина Малькова | Евгения Косецкая Анастасия Редькина | Анастасия Акчурина Ксения Евгенова |
| Женская парная    | Алина Давлетова Екатерина Малькова | Евгения Косецкая Анастасия Редькина | Анастасия Боярун Алёна Яковлева    |
| Микст             | Иван Созонов Анастасия Акчурина    | Родион Алимов Алина Давлетова       | Егор Борисов Екатерина Малькова    |
| Микст             | Иван Созонов Анастасия Акчурина    | Родион Алимов Алина Давлетова       | Максим Оглоблин Виктория Воробьёва |

## Видеоматериалы на сайте Sportbox.ru
- Трансляция финалов Чемпионата России по бадминтону 2011
- Трансляция финалов Чемпионата России по бадминтону 2010
- Трансляция финалов Чемпионата России по бадминтону 2009
- Трансляция финалов Чемпионата России по бадминтону 2008